# دي كاي بي
DKB ( (هانغل: 다크비) ، تُنطق "داركبي"  ) هي فرقة فتيان كورية جنوبية مكونة من تسعة أعضاء تحت شركة برايف إنترتيمنت . ظهرت الفرقة لأول مرة في 3 فبراير 2020 ، بإصدار ألبومهم Youth، وأغنيتهم الرئيسية "Sorry Mama".

## الأعضاء
قائمة الأعضاء. 
- إي تشان ( (هانغل: 이찬) ) - موسيقى الراب والرقص
- تيو ( (هانغل: 테오) ) - غناء
- D1 ( (هانغل: 디원) ) - رقص ، صوتي
- جي كاي ( (هانغل: 지케이) ) - موسيقى الراب
- هيشان ( (هانغل: 희찬) ) - الرقص
- لون ( (هانغل: 룬) ) - غناء
- جونسو ( (هانغل: 준서) ) - الرقص
- يوكو ( (هانغل: 유쿠) ) - رقص ، غناء
- هاري جون ( (هانغل: 해리준) ) - الرقص

## جوائز و ترشيحات
| حفل توزيع الجوائز | سنة  | فئة                | المرشح / العمل | نتيجة | Ref. |
| ----------------- | ---- | ------------------ | --- | ----- | ---- |
| جوائز فنان آسيا   | 2021 | جائزة Focus Singer | style="background: #99FF99; color: black; vertical-align: middle; text-align: center; " class="yes table-yes2"\|فوز | [ 3 ] |      |

## روابط خارجية
- DKB في Brave Entertainment